# Turtle trading

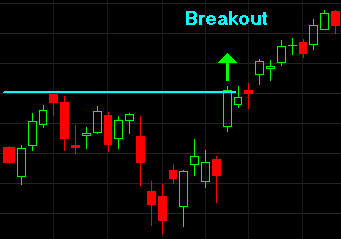
Breakout trade (20 bars)

Turtle trading is een trendvolgende handelsstrategie die is bedacht door Richard Dennis, een bekende Amerikaanse grondstoffen trader uit de jaren 80. Richard gaf samen met zijn compagnon William Eckhardt leiding aan een groep traders die later bekend werden onder de naam Turtles. Zij verdienden in een paar jaar tijd tientallen miljoenen dollars voor hun bazen. Opvallend was dat Richard en William traders recruteerden van buiten de financiële wereld. Door intensieve training en een gedetailleerd tradingplan kon de inwerktijd beperkt blijven. Turtle trading werd voor het grote publiek bekend doordat een van de turtle traders, Russel Sands, in de jaren negentig van de vorige eeuw voor zichzelf begon met het geven van goedbetaalde turtle-trading-trainingen aan particuliere beleggers en traders.

## Compleet tradingplan
Turtle trading bestaat uit verschillende elementen die allemaal even belangrijk zijn: keuze van de markten om op te handelen, timing van de trades d.m.v. breakouts en money management. Daarnaast waren de turtle traders voorlopers op het gebied van risico management. De grootte van de posities werd nauwkeurig berekend aan de hand van de markt volatiliteit: bij veel beweging op de beurs werden de posities verkleind en vice versa. Met als doel grip te houden op de verhouding tussen rendement en risico.

### Psychologie
Daarnaast spelen ook de psychologische aspecten bij turtle trading een belangrijke rol. Bestand zijn tegen de druk van verliesgevende posities en niet te overmoedig worden bij succes bleken belangrijke eigenschappen voor de turtle traders.
Door het financiële succes en de gestructureerde aanpak werden de turtles een inspiratiebron voor talloze particuliere beleggers en traders.

## Trivia
- Richard Dennis en William Eckhardt inspireerden ook de filmwereld. Het scenario voor de film Trading Places (1983) is losjes gebaseerd op enkele feiten en omstandigheden rond de turtle traders: de tweekoppige leiding van de brokerfirma, hun weddenschap dat je een willekeurig persoon het vak van trader kan aanleren en de grondstoffen termijnhandel als decor.[5]

- De naam Turtles (schildpadden) die Richard Dennis gaf aan zijn groep traders kwam voort uit een bezoek aan een schildpadboerderij in Singapore. Zijn idee was dat de tradersopleiding net zo snel en efficiënt moest worden als het opkweken van boerderijschildpadden.[6]